# Enrico Costa (polityk)
Enrico Costa (ur. 29 listopada 1969 w Cuneo) – włoski polityk i prawnik, parlamentarzysta, od 2016 do 2017 minister bez teki ds. regionalnych i autonomii.

## Życiorys
Syn polityka Raffaele Costy. Ukończył liceum klasyczne w Mondovì, następnie studia prawnicze na Uniwersytecie Turyńskim.
Zaangażował się w działalność polityczną w ramach Forza Italia, z którym współtworzył Lud Wolności. Był radnym miejscowości Villanova Mondovì (1990–2003) i prowincji Cuneo (1995–2004), a także radnym (2000–2006) regionalnym w Piemoncie. W 2006, 2008 i 2013 wybierany na posła do Izby Deputowanych XV, XVI i XVII kadencji.
W 2013 przeszedł do Nowej Centroprawicy, pełnił funkcję przewodniczącego jej klubu poselskiego. W lutym 2014 objął stanowisko podsekretarza stanu w Ministerstwie Sprawiedliwości w gabinecie, na czele którego stanął Matteo Renzi. W styczniu 2016 w tym samym rządzie został ministrem ds. regionalnych i autonomii. Utrzymał stanowisko ministra ds. regionalnych również w powołanym w grudniu 2016 gabinecie Paola Gentiloniego. Zakończył urzędowanie w lipcu 2017, odchodząc z dotychczasowego ugrupowania.
W 2018 utrzymał mandat poselski na XVIII kadencję z ramienia koalicji centroprawicy. W 2020 dołączył do ugrupowania Azione, które założył Carlo Calenda. W 2022 z powodzeniem ubiegał się o poselską reelekcję.